# Biserica fortificată din Valchid
Biserica evanghelică fortificată din Valchid, județul Sibiu, comuna Hoghilag, a fost construită în secolul XIV, pe locul unei bazilici romanice mult mai vechi. Biserica figurează pe lista monumentelor istorice 2010, cod LMI SB-II-a-A-12577, cu următoarele obiective:
- cod LMI SB-II-a-A-12577.01 - Biserica evanghelică fortificată, secolul al XIII-lea, 1480 - 1495 (transformată), sec. XIV,1441, 1507, înc. sec. XIX;
- cod LMI SB-II-a-A-12577.02 - Incintă fortificată, cu turnuri, turn de poartă, acces secundar fortificat, sf. sec. XV - înc. sec. XVI.

## Localitatea
Valchid, mai demult Văltit (în dialectul săsesc Waldhâdjn, Vâldhädjn, în germană Waldhütten, în maghiară Váldhíd) este o localitate în județul Sibiu, Transilvania, România.
Situată pe cursul unui mic afluent al Târnavei Mari, așezarea din Valchid își datorează prima mențiune documentară unui conflict din anul 1345 în care țăranii din Valchid au fost interogați în procesul jefuirii greavilor sași din Curciu și din alte sate aparținând localităților vecine, Noul Săsesc și Roandola. Papa Bonifaciu al IX-lea a acordat în anul 1390 o indulgență bisericii din Waldhütten, cu hramul Apostolului Andrei. Waldhütten s-ar putea traduce "colibele pădurii". În acest document apare și localizarea satului în Transyvaniensis diocesis sau mai bine spus în dioceza Transilvaniei.

## Biserica

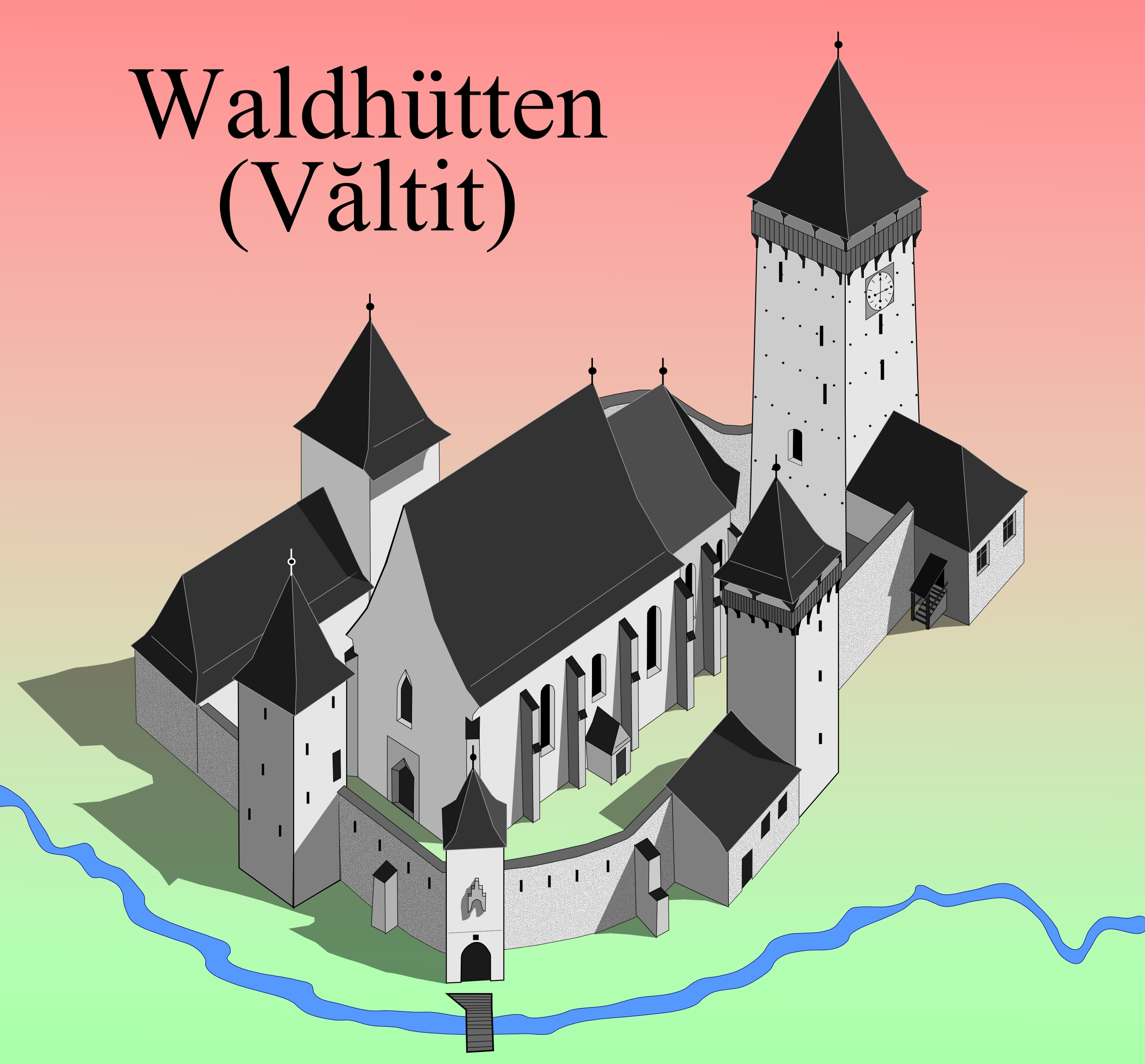
Machetă - Reconstituire pentru biserica din Valchid

Edificiul religios a fost construit cu amprenta stilului gotic matur, biserica neavând prevăzut vreun turn. Sub streașina aflată pe peretele sudic al corului, sub tencuială, a fost descoperit inscripționat anul 1507, an ce sugerează momentul ridicării boltei corului în formă semicilindrică prevăzută cu penetrații. Ea este îmbrăcată cu nervuri din teracotă romboidale, similare cu cele existente în corul bisericii fortificate din Bazna, biserică a cărei construcție este antedatată doar cu trei ani inainte.
O dată cu acordarea indulgenței papale din 1390 este foarte probabil să fi început construirea bisericii - sală. Biserica este lungă și îngustă, ea fiind înconjurată de zece contraforți ridicați special pentru sprijinirea pereților sălii. De asemenea, colțurile absidei de formă pentagonală sunt întăriți de contraforți. Spațiul lăsat de către doi contraforți ai peretelui nordic al corului a permis construirea unei sacristii boltite ce are două travee cu nervuri de teracotă din care, astăzi, se mai păstrează doar câteva fragmente.
Orga se află situată în cor în partea de sus a altarului. În locul vechiului tavan, la sfârșitul secolului al XIX-lea, s-a înlocuit tavanul vechi cu o boltă în leagăn în stil baroc ce prezintă vederii ornamente în stucatură, având arce dublou, ea fiind sprijinită de cinci perechi de pilaștri ce au cornișe neoclasice. Bolta inițială, a navei, a fost distrusă de cutremurul din 1916, ea fiind înlocuită cu un tavan din scânduri. Ferestrele edificiului se regăsesc numai pe frontonul vestic precum și pe peretele estic al corului. Arhitectura ferestrelor prezintă patru lobi traforați. Tribuna băieților construită în la vest a fost ridicată în secolul al XIX-lea și a fost renovată în 1922 când a fost ridicată de-a lungul peretelui nordic o altă tribună sprijinită de două arcuri făcute din cărămidă între pilaștri și o balustradă din lemn pictată datată în 1871.
Portalul principal pe care se vede o ambrazură fin dăltuită, similară cu portalul vestic al bisericii evanghelice din Sibiu, este situat pe fațada înnegrită de fum de pe partea de vest a bisericii. Portalul sudic are formă rectangulară și este protejat de un acoperiș în formă de șa și de un portic cu boltă-n cruce. Portalul nordic a fost zidit. și biserica în sine nu a fost fortificată niciodată, acest fapt datorându-se  înălțimii curtinelor de circa 10 metri care au dus la descurajarea atacatorilor, ele având o formă de dreptunghi aproape perfect.

## Fotificația

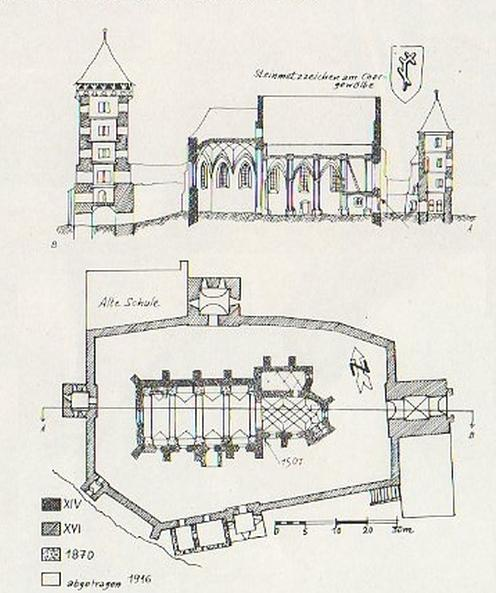
Planul fortificaţiei din Valchid

Incinta are o culoare gri - gălbuie, culoare dată de către gresia brun - roșcată din care este construită. Ea are o formă apropiat rectangulară, micile diferențe datorându-se "retezării" colțului sud - vestic, acțiune necesară pentru adaptarea zidului la cursul sinuos al pârâului din apropiere. Zidurile au fost datate la începutul secolului al XVI-lea. Pentru construirea fortificațiilor s-au adus imense cantități de piatră din Valea Lapes ( Valea Lăpușului ), vale pentru care așezările Copșa Mare, Noul Săsesc și Mălâncrav au avut dispute nenumărate și care a fost atribuită adeseori când uneia când alteia dintre ele. Este o certitudine arheologic determinată că gresia folosită la ridicarea edificiului provine din această vale.
Turnurile de strajă sunt situate la mijlocul laturilor zidurilor, drumul de strajă continuându-se peste fațadele lor. Acest fapt este întru-totul diferit față de majoritatea bisericilor fortificate care au turnurile poziționate, de obicei, la colțurile incintelor. Turnul sudic este indicat doar de peretele curtinei, din cauză că s-a prăbușit ca urmare a cutremurului din 1916. Toate turnurile de la Valchid, cu excepția celui vestic, au parterul boltit și caturile superioare se sprijină pe platforme făcute din bârne. Odinioară, intrarea la etajul al doilea al turnurilor se făcea numai prin intermediul drumului de strajă.  Poarta de intrare este străjutiă de către turnul estic care are un coridor boltit în cruce. Accesul la etajele de apărare este făcut, astăzi, prin intermediul unei scări făcute în grosimea curtinei.
Partea din colțul nord - estic al cetății a jucat deseori rol de cimitir (loc de înhumare).

## Imagini din exterior

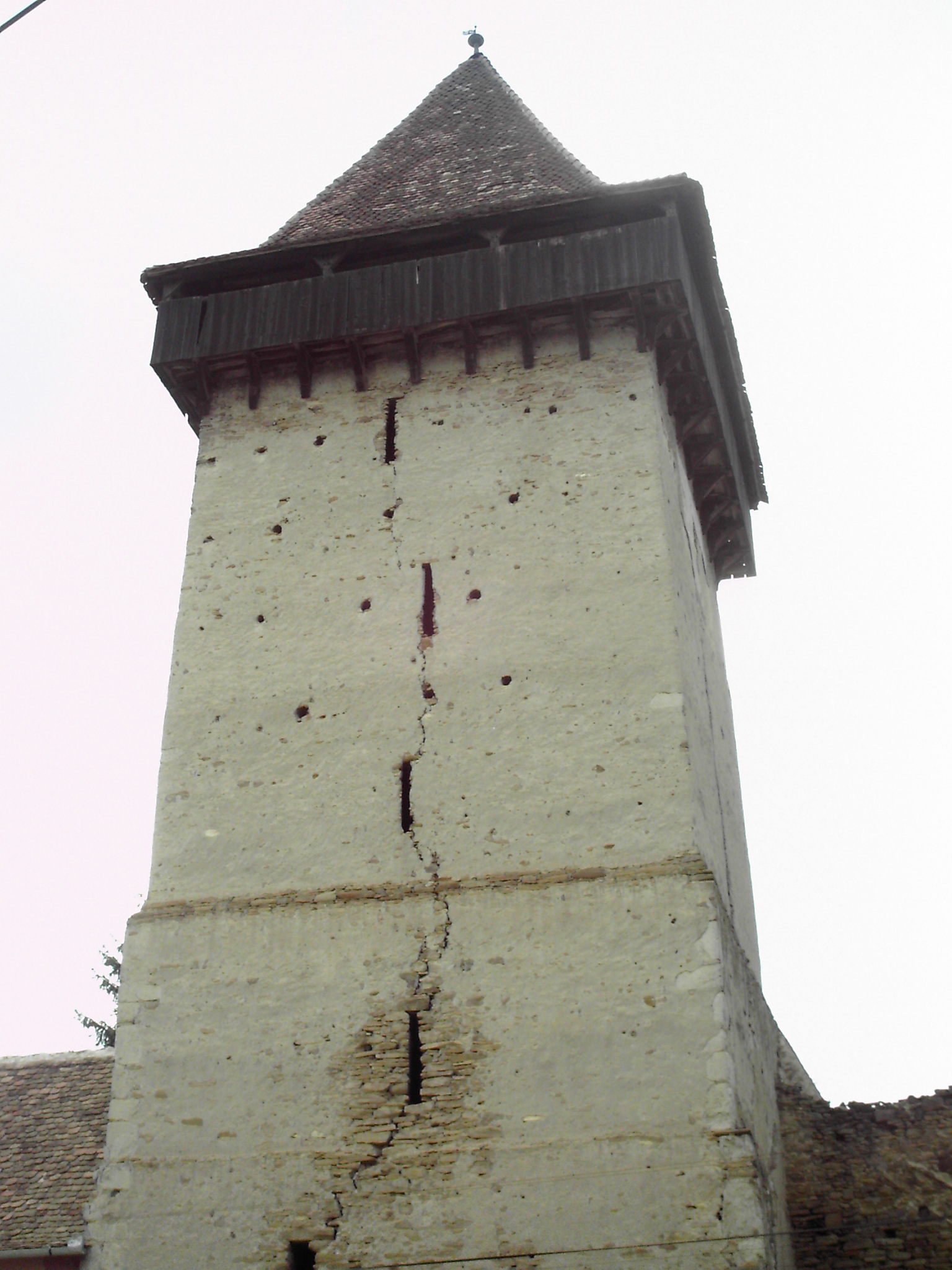